# Flemming Jensen
Flemming Heden Jensen, född 1961, är en dansk travtränare, och travkusk. Han har sin bas i Hjallerup, och har Racing Arena Aalborg som hemmabana. Han går ofta under smeknamnet isemanden (ismannen), på grund av sin eleganta körstil, då han ofta sitter helt still på upploppet.

## Karriär
Jensen tävlar även frekvent i Sverige och har segrat i många större lopp. 2001 deltog han i årets upplaga av Elitloppet på Solvalla, där han körde Atom Tess tränad av Peter Rasmussen. Ekipaget kom på tredje plats i kvalheatet och kvalificerade sig därmed till finalheatet samma dag. I finalen kom ekipaget på femte plats.
2018 hyrde den danska travtränaren Bo Westergaard in sig på en gård ägd av Jensen, efter att ha varit avstängd för dopning.
2019 segrade Jensen i ett montélopp på Åbytravet. Jensens fru hade som ultimatum att han skulle segra i ett montélopp på svensk mark innan han fick lov att köpa en motorcykel av märket Harley-Davidson.

## Större segrar i urval
| År   | Lopp                                                       | Häst              | Kusk/Ryttare       | Tränare           | Grupp   |
| ---- | ---------------------------------------------------------- | ----------------- | ------------------ | ----------------- | ------- |
| 1998 | Harper Hanovers Lopp                                       | Töjeksperten      | Flemming Jensen    | Peter Rasmussen   | Grupp 2 |
| 2000 | E3 (korta), h/v                                            | Esterel Sunset    | Flemming Jensen    | Gordon Dahl       | Grupp 1 |
| 2001 | Danskt Travderby                                           | Esterel Sunset    | Flemming Jensen    | Gordon Dahl       | Grupp 1 |
| 2001 | C.L. Müllers Memorial                                      | Atom Tess         | Flemming Jensen    | Peter Rasmussen   | Grupp 2 |
| 2003 | Guldstoet                                                  | Anacott Steel     | Flemming Jensen    | Gordon Dahl       | Grupp 2 |
| 2004 | Danskt Stoderby                                            | Hera Esterel      | Flemming Jensen    | Flemming Jensen   | Grupp 1 |
| 2010 | Gävle Stora Pris                                           | Local Conch       | Flemming Jensen    | Flemming Jensen   | -       |
| 2010 | Danskt Travderby                                           | Okay Bee          | Flemming Jensen    | Bent Ole Pedersen | Grupp 1 |
| 2010 | Danskt Stoderby                                            | Odyssee Eastwind  | Flemming Jensen    | Flemming Jensen   | Grupp 1 |
| 2011 | Sweden Cup                                                 | Local Conch       | Flemming Jensen    | Flemming Jensen   | Grupp 2 |
| 2011 | Lady Snärts Lopp                                           | Mathilde Tröjborg | Flemming Jensen    | Flemming Jensen   | -       |
| 2011 | Energima Cup                                               | Local Conch       | Flemming Jensen    | Flemming Jensen   | Grupp 2 |
| 2011 | Algot Scotts Minne                                         | Totti T.Dream     | Flemming Jensen    | Flemming Jensen   | -       |
| 2012 | K.G. Bertmarks Minne                                       | Obi-Wan           | Håkan B. Johansson | Flemming Jensen   | -       |
| 2013 | Bronsdivisionens final, juni                               | No Deal           | Johnny Takter      | Flemming Jensen   | -       |
| 2013 | HallandsMästaren                                           | Montgomery Hill   | Kenneth Haugstad   | Flemming Jensen   | -       |
| 2013 | Algot Scotts Minne                                         | O'grady           | Flemming Jensen    | Flemming Jensen   | -       |
| 2014 | Sto-SM                                                     | Jumble Ås         | Flemming Jensen    | Flemming Jensen   | Grupp 2 |
| 2015 | Hertiginnan av Västergötland Kronprinsessan Victorias lopp | Rapide du Pommeau | Linda Sedström     | Flemming Jensen   | -       |
| 2015 | HallandsMästaren                                           | Montgomery Hill   | Flemming Jensen    | Flemming Jensen   | -       |
| 2019 | Kalmarsundspokalen                                         | Slide So Easy     | Flemming Jensen    | Flemming Jensen   | -       |
| 2020 | Danskt Stoderby                                            | Eenymeenyminymoe  | Flemming Jensen    | Flemming Jensen   | Grupp 1 |
| 2021 | Silverdivisionens final, dec                               | Emoji             | Flemming Jensen    | Flemming Jensen   | -       |